# Volo SATA Air Açores 530M
Il volo SATA Air Açores 530M era un volo regionale portoghese operato da SATA Air Açores, che collegava l'aeroporto di Ponta Delgada e l'aeroporto di Flores, con uno scalo intermedio a Horta. L'11 dicembre 1999 alle 10:20 il volo, durante il viaggio verso Horta, si scontrò con Pico da Esperança, sulle montagne centrali dell'isola di São Jorge provocando la morte di tutte le 35 persone a bordo. È l'incidente aereo più disastroso che ha coinvolto un British Aerospace ATP.

## L'aereo e il volo
L'aereo che operava il volo era un BAe ATP (numero di registrazione CS-TGM), prodotto dalla British Aerospace. Il capitano era Arnaldo Mesquita di 55 anni mentre il primo ufficiale era António Magalhães, 46 anni.
L'11 dicembre 1999 il volo con 35 persone a bordo partì da Ponta Delgada alle 9:37 (sull'isola di São Miguel) diretto ad Horta (sull'isola di Faial, scalo del più ampio viaggio con destinazione finale Flores. Il livello di volo pianificato era di 12.000 piedi (3.700 m) con una velocità di crociera di 260 nodi e una durata di volo stimata in 51 minuti.
Le informazioni meteorologiche per le isole delle Azzorre (fornite dall'Istituto di Meteorologia portoghese) prevedevano tra la mezzanotte e le 6 del mattino un fronte freddo superficiale, con nubi pesanti, venti moderati da sud-ovest in trasformazione in forti venti settentrionali, ma in generale deboli nelle isole centrali e occidentali delle Azzorre. La forza del vento per l'itinerario variava da 30 a 45 nodi (da 56 a 83 km/h).

## L'incidente

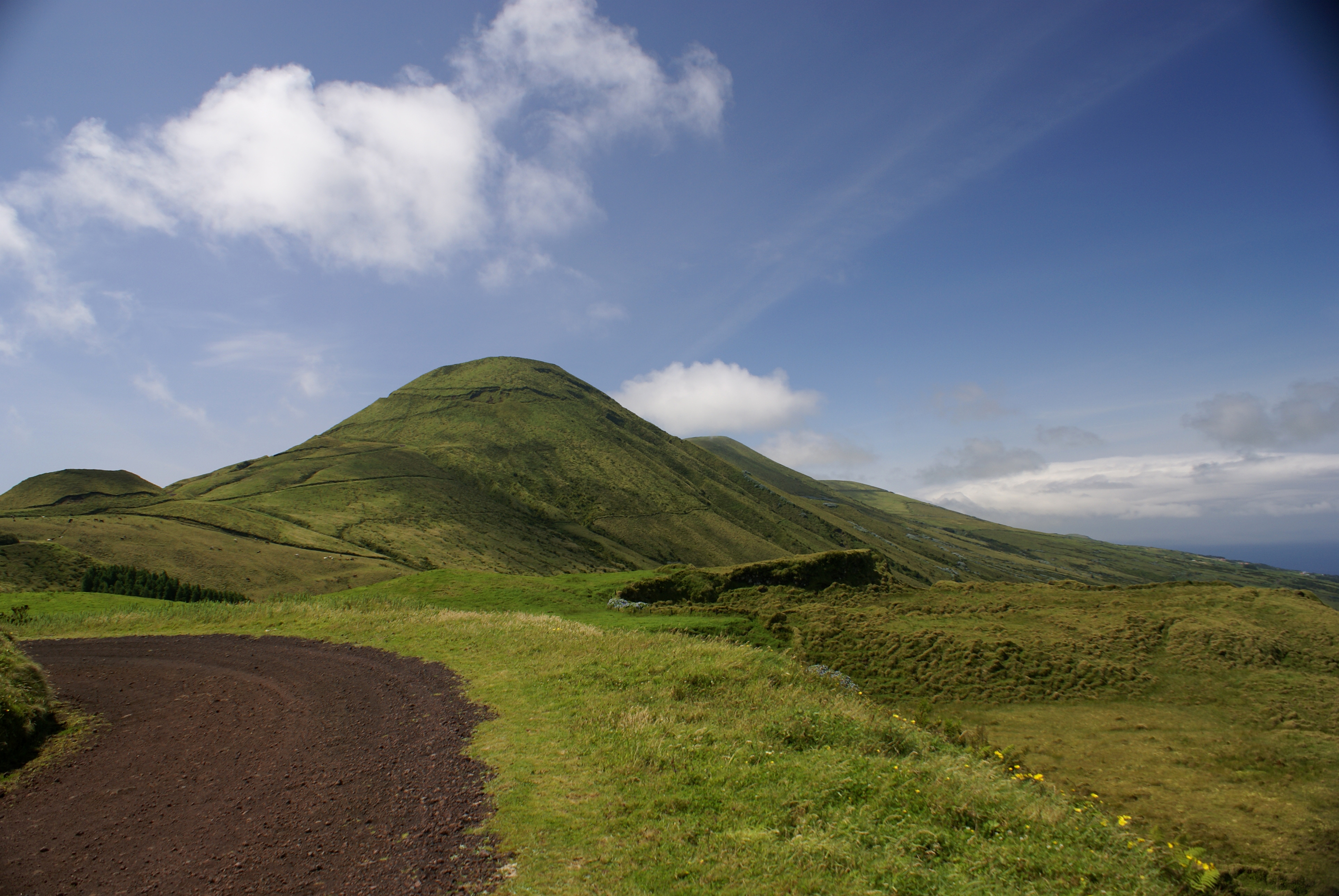
Vista di Pico da Esperança sull'isola di São Jorge, luogo dell'incidente

Durante il volo, l'equipaggio decise di modificare il proprio piano di volo, optando per una rotta che prevedesse la discesa di avvicinamento sul canale tra le isole di Pico e São Jorge, per intercettare il VOR/VFL di Horta a 250 gradi. La torre di controllo di Horta inizialmente autorizzò il volo a FL100 (10.000 piedi (3.000 m)), per poi scendere a 5.000 piedi (1.500 m) con istruzioni di mantenere il contatto visivo con l'isola di Pico. Alle 10:03 il copilota contattò la torre di controllo di Santa Maria per comunicare che il volo stava passando il waypoint LIMA-MIKE, ma quando l'equipaggio riportò la propria posizione, l'aereo si era già allontanato di 14 miglia nautiche dalla sua rotta; l'equipaggio nonindicò di essere a conoscenza della diversione. A circa 43 miglia nautiche da Horta, l'equipaggio fu autorizzato dalla torre di controllo di Horta a scendere a 5.000 piedi (1.500 m) con l'indicazione di mantenere il contatto visivo con l'isola di Pico. Durante la discesa incontrarono forti piogge e turbolenze. Il volo continuò la sua rotta di discesa, attraversando la costa nord dell'isola di São Jorge. L'equipaggio però perse la consapevolezza della situazione e non riuscì a distinguere la propria altitudine barometrica dagli indicatori del radioaltimetro.
L'equipaggio si rese conto che stavano sorvolando l'isola solo dall'indicazione verbale del copilota e dal suono udibile finale del GPWS. Cinque secondi dopo il primo allarme del GPWS, il copilota tirò indietro le manette e otto secondi dopo l'allarme i motori effettivamente diminuirono la loro potenza. L'aereo iniziò a recuperare quota e virò a sinistra. Sette minuti (10:17) dopo l'inizio della discesa, l'ala sinistra dell'ATP colpì la collina settentrionale e il fianco orientale del Pico da Esperança e si separò dalla fusoliera, a circa 1.067 metri (3.501 piedi) di altitudine sull'isola di São Jorge. Dopo l'impatto l'aereo continuò la sua traiettoria lungo un percorso longitudinale prima di schiantarsi.
Il GPWS aveva allertato l'equipaggio 17 secondi prima dell'impatto. Non è stata ricevuta alcuna chiamata di emergenza dall'aereo prima che precipitasse.

## Soccorsi
Le squadre di soccorso raggiunsero i rottami più di quattro ore dopo l'incidente, dove trovarono detriti e vittime dislocate in un fitto burrone. La ricerca venne interrotta dopo il tramonto e riprese il giorno successivo, quando la squadra investigativa venne inviata sul luogo dell'incidente. Sette corpi furono recuperati dai soccorritori che, utilizzando corde e trasportando barelle, si arrampicarono sul ripido fianco della montagna prima del calare della notte. Inoltre una fitta nebbia avvolgeva l'area rendendo difficili le operazioni di ricerca.
Sebbene gli elicotteri dell'aeronautica militare portoghese fossero pronti a sollevare eventuali sopravvissuti, il tempo trascorso ha fatto sì che le ricerche fossero lì solo per "raccogliere i corpi ed esaminare le cause dell'incidente", poiché non c'era "nessuna speranza di trovare sopravvissuti", come dichiarò il ministro degli Interni Fernando Gomes.
Tutti i voli SATA vennero cancellati dopo l'incidente. Il primo ministro portoghese António Guterres, che si trovava a Helsinki, in Finlandia, per un vertice dell'Unione europea, annullò subito la visita programmata in Kosovo per dirigersi direttamente alle Azzorre. La SATA organizzò voli per i parenti delle vittime dell'incidente.

## Le indagini

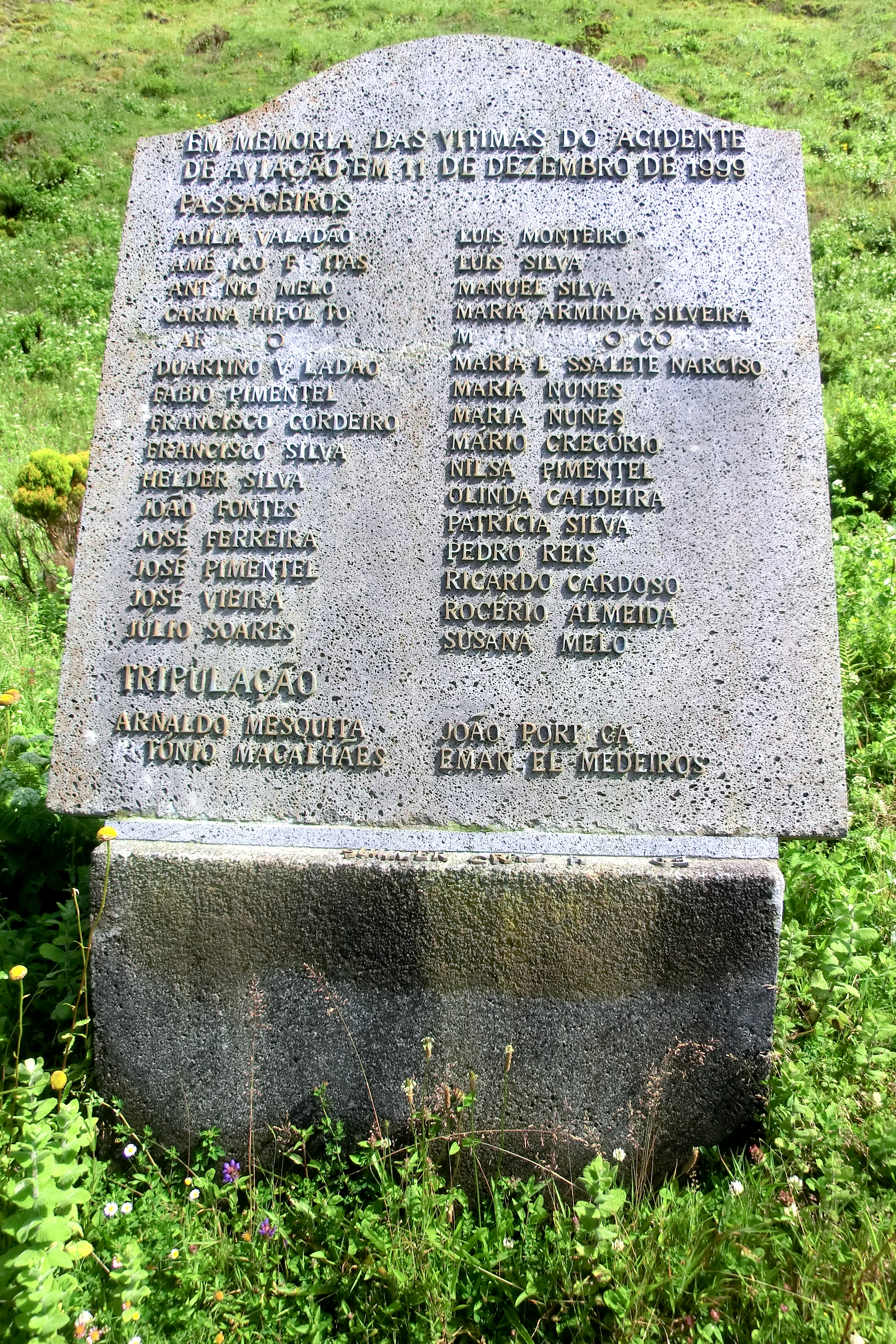
Un memoriale con il nome delle vittime del volocsulla sommità del Pico da Esperança

Il rapporto finale della commissione d'inchiesta dell'Istituto nazionale dell'aviazione civile (in portoghese INAC Instituto Nacional de Aviação Civil) concluse che il volo aveva effettuato una leggera deviazione dalla rotta per Horta, cosa non percepibile dall'equipaggio. Questa deviazione portò l'aereo sulla costa settentrionale dell'isola di São Jorge, dove si schiantò contro il Pico de Esperança. L'equipaggio "era completamente convinto" che l'aereo fosse sopra il Canale di São Jorge ed era concentrato sulle condizioni meteorologiche al momento della collisione. Dopo aver sentito l'avviso di impatto, tre secondi prima del primo impatto, il copilota avvisò l'equipaggio che stavano "perdendo quota e sopra São Jorge". Ma, anche se i piloti aumentarono la potenza del motore, la manovra risultò “insufficiente per superare l’ostacolo”.
La conclusione del rapporto indicava che vi era una mancanza di rigore nel mantenere l'altitudine di sicurezza prescritta, una navigazione stimata imprecisa, la mancanza di un controllo incrociato delle informazioni del radioaltimetro e dell'altimetro barometrico e un uso improprio del radar meteorologico aereo come ulteriore facilità della navigazione, tutti fattori che contribuirono al disastro. Anche le cattive condizioni meteorologiche della giornata (che comprendevano nuvole, venti da moderati a forti, con turbolenze) e la mancanza di ausili alla navigazione autonomi a bordo dell'aereo (come il GPS), che avrebbero potuto determinare la loro posizione, sono stati fattori che hanno contribuito all'incidente. Per quanto riguarda l'aeromobile, il rapporto ha stabilito che l'ATP stava operando nelle condizioni di navigazione corrispondenti ai regolamenti e alle procedure approvate delineate dalle autorità aeronautiche.
José Estima, membro della direzione dell'Associazione portoghese dei piloti di linea (in portoghese APPLA Associação Portuguesa de Pilotos de Linha Aérea) ha affermato che il fattore che ha contribuito all'incidente del volo è stata "una scarsa qualità e quantità delle infrastrutture per supportare la navigazione aerea". Riferendosi alla credibilità del pilota dell'aereo, l'APPLA ha precisato che "il pilota ha volato per più di 20 anni nell'arcipelago" e ha registrato che i piloti SATA "sono in prima linea, poiché lavorano in queste condizioni avverse".